# 孙远良
孙远良（1955年3月—），男，汉族，辽宁建平人，中华人民共和国政治人物，1976年8月加入中国共产党，1976年9月毕业于辽宁大学外语系俄语专业，大学毕业后在西藏自治区那曲地区工作，1982年回到辽宁省朝阳地区任职。曾任中共朝阳市双塔区委副书记、区长，中共朝阳市委常委、秘书长、副书记，中共辽阳市委副书记、市长、市委书记，中共辽宁省委统战部部长，辽宁省社会主义学院党组书记，辽宁省政协秘书长、副主席。2018年退休。
2022年4月9日，因涉嫌严重违纪违法，接受中央纪委国家监委纪律审查和监察调查。9月30日，遭到开除党籍处分。10月29日，国家监察委员会调查终结，将本案移送检察机关审查起诉。最高人民检察院依法以涉嫌受贿罪、利用影响力受贿罪对孙远良作出逮捕决定。2023年2月，经最高人民检察院指定管辖，承德市人民检察院依法对孙远良以向受贿罪、利用影响力受贿罪承德市中级人民法院提起公诉。
2024年5月9日，承德市中级人民法院一审公开宣判，对被告人孙远良以受贿罪判处死刑，缓期二年执行，剥夺政治权利终身，并处没收个人全部财产，以利用影响力受贿罪判处有期徒刑十年，并处罚金人民币二百万元，决定执行死刑，缓期二年执行，剥夺政治权利终身，并处没收个人全部财产，对查封、扣押、冻结在案的犯罪所得财物及其孳息依法予以追缴，上缴国库，不足部分，继续追缴。判决书认定，孙远良利用辽阳市委副书记、市长等职务之便，非法收受、索取财物，共计折合人民币1.59亿余元。退休后依然利用原任职务便利，非法收受财物共计2816万余元。孙远良受贿数额特别巨大，有主动索贿行为，依法应从重处理，但鉴于其有主动交待的行为，依法从轻处罚，故做出以上判决。